# 생폴드방스
생폴드방스(프랑스어: Saint-Paul-de-Vence) 또는 생폴(프랑스어: Saint-Paul, 오크어: Sant Pau)은 프랑스 남부 알프마리팀주에 자리한 코뮌이다. 코트다쥐르의 유서 깊은 중세 마을 중 하나로, 근대와 현대 미술을 전시하는 박물관 및 미술관으로 유명하다. 대표적인 미술관으로는 바로 근처에 위치한 매그 미술관이 있다.

## 인구
| 연도 | 1962  | 1968  | 1975  | 1982  | 1990  | 1999  | 2008  |
| ---- | ----- | ----- | ----- | ----- | ----- | ----- | ----- |
| 인구 | 1,416 | 1,570 | 1,917 | 2,542 | 2,903 | 2,847 | 3,477 |

## 유명인
생폴드방스는 오랜 기간 동안 그 유명세를 떨쳐 왔다. 1960년대에는 배우인 이브 몽탕, 시몬 시뇨레, 리노 벤투라, 그리고 시인 자크 프레베르가 자주 찾았던 것으로 알려져 있다.
생폴드방스는 자크 라베라, 그웬 라베라, 마르크 샤갈, 그리고 좀더 최근에 와선 베르나르앙리 레비와 아리엘 동바슬 등의 유명 예술가들이 거주했던 마을로도 유명하다 롤링 스톤즈의 전 베이시스트였던 빌 와이드도 이곳에 살고 있다. 미국의 작가인 제임스 볼드윈은 1987년 이곳에서 사망하기도 했으며 영국 배우 도널드 플리전스도 1995년 이곳에서 생을 마쳤다.

## 같이 보기
- 알프마리팀 주의 코뮌 목록